# UEFA Champions League 2024–25
UEFA Champions League 2024–25 là mùa giải thứ 70 của giải đấu bóng đá cấp câu lạc bộ hàng đầu châu Âu do UEFA tổ chức và là mùa giải thứ 33 kể từ khi giải đấu được đổi tên từ European Champion Clubs' Cup thành UEFA Champions League. Đây là mùa giải đầu tiên áp dụng thể thức mới với 36 đội tham gia ở vòng đấu hạng, mỗi đội thi đấu 8 trận với các đối thủ khác nhau, nhưng tất cả các đội đều được xếp vào một bảng chung. Điều này tăng tổng số trận đấu diễn ra ở vòng đấu chính từ 125 lên 189.
Trận chung kết sẽ được tổ chức vào ngày 31 tháng 5 năm 2025 tại sân vận động Allianz nằm ở thành phố München, Đức. Đội vô địch của mùa giải 2024–25 sẽ đủ điều kiện để lọt vào vòng đấu hạng của mùa giải 2025–26 và giành quyền thi đấu với đội vô địch UEFA Europa League 2024–25 trong trận Siêu cúp bóng đá châu Âu 2025.
Real Madrid là đương kim vô địch, nhưng họ đã thất bại 1–5 (lượt đi 0-3, lượt về 1-2) trước Arsenal ở cả hai lượt trận tứ kết khiến họ không thể bảo vệ danh hiệu của mình.
Paris Saint-Germain là đội vô địch hiện tại với chức vô địch lần đầu tiên trước Inter Milan với tỉ số 5-0, đây cũng được xem là trận chung kết có tỉ số chênh lệch nhất thế kỉ 21

## Phân bổ đội
Có tổng cộng 81 đội bóng từ 53 trên tổng số 55 hiệp hội của UEFA sẽ tham dự mùa giải (ngoại trừ Liechtenstein không tổ chức giải quốc nội và Nga hiện đang bị đình chỉ do tình hình chính trị tại Ukraina). Thứ hạng hiệp hội dựa trên hệ số của UEFA được sử dụng để xác định số đội bóng tham dự cho mỗi hiệp hội:
- Các hiệp hội được xếp hạng từ 1 đến 5 có bốn đội.
- Hiệp hội xếp hạng 6 có ba đội.
- Các hiệp hội xếp hạng từ 7 đến 15 có hai đội.
- Các hiệp hội xếp hạng từ 16 đến 55 (trừ Liechtenstein[LIE] và Nga)[RUS] có một đội.
- Hai đội bóng vô địch Champions League 2023–24 và Europa League 2023–24 được nhận suất tham dự nếu không thể lọt vào UEFA Champions League 2024–25 thông qua giải vô địch quốc gia.
- Hai hiệp hội giành được nhiều điểm hệ số nhất trong mùa giải 2023–24 sẽ có thêm một suất vào vòng bảng.

### Thứ hạng
Trong mùa giải lần này, các hiệp hội được sắp xếp vị trí dựa trên hệ số quốc gia của UEFA năm 2023 và được tính dựa theo số thành tích của mỗi hiệp hội ở các giải đấu châu Âu từ mùa giải 2018–19 đến 2022–23. Ngoài việc phân bố dựa trên hệ số hiệp hội, một số hiệp hội có thể có thêm suất tham dự Champions League như được ghi chú dưới đây:
- (EPS) – Suất bổ sung cho các hiệp hội đứng trong top 2 của hệ số hiệp hội 2023–24.
- (UTH) - Suất bổ sung cho đội đương kim vô địch UEFA Champions League.
- (UEL) – Suất bổ sung cho đội đương kim vô địch UEFA Europa League.

| Hạng | Hiệp hội    | Hệ số   | Số đội | Ghi chú  |
| ---- | ----------- | ------- | ------ | -------- |
| 1    | Anh         | 109,570 | 4      |          |
| 2    | Tây Ban Nha | 92,998  | 4      |          |
| 3    | Đức         | 82,481  | 4      | +1 (EPS) |
| 4    | Ý           | 81,926  | 4      | +1 (EPS) |
| 5    | Pháp        | 61,164  | 4      |          |
| 6    | Hà Lan      | 59,900  | 3      |          |
| 7    | Bồ Đào Nha  | 56,216  | 2      |          |
| 8    | Bỉ          | 42,200  | 2      |          |
| 9    | Scotland    | 36,400  | 2      |          |
| 10   | Áo          | 34,000  | 2      |          |
| 11   | Serbia      | 32,375  | 2      |          |
| 12   | Thổ Nhĩ Kỳ  | 32,100  | 2      |          |
| 13   | Thụy Sĩ     | 31,675  | 2      |          |
| 14   | Ukraina     | 29,500  | 2      |          |
| 15   | Séc         | 29,050  | 2      |          |
| 16   | Na Uy       | 29,000  | 1      |          |
| 17   | Đan Mạch    | 27,825  | 1      |          |
| 18   | Nga         | 26,215  | 0      | [RUS]    |
| 19   | Croatia     | 25,400  | 1      |          |

| Hạng | Hiệp hội         | Hệ số  | Số đội | Ghi chú |
| ---- | ---------------- | ------ | ------ | ------- |
| 20   | Hy Lạp           | 25,225 | 1      |         |
| 21   | Israel           | 25,000 | 1      |         |
| 22   | Síp              | 24,475 | 1      |         |
| 23   | Thụy Điển        | 23,750 | 1      |         |
| 24   | Ba Lan           | 20,750 | 1      |         |
| 25   | Hungary          | 20,625 | 1      |         |
| 26   | România          | 20,500 | 1      |         |
| 27   | Bulgaria         | 20,000 | 1      |         |
| 28   | Slovakia         | 19,750 | 1      |         |
| 29   | Azerbaijan       | 16,625 | 1      |         |
| 30   | Kazakhstan       | 12,625 | 1      |         |
| 31   | Slovenia         | 12,500 | 1      |         |
| 32   | Moldova          | 12,250 | 1      |         |
| 33   | Kosovo           | 11,041 | 1      |         |
| 34   | Liechtenstein    | 11,000 | 0      | [LIE]   |
| 35   | Latvia           | 10,625 | 1      |         |
| 36   | Cộng hòa Ireland | 10,375 | 1      |         |
| 37   | Phần Lan         | 10,200 | 1      |         |
| 38   | Litva            | 10,000 | 1      |         |

| Hạng | Hiệp hội             | Hệ số | Số đội | Ghi chú |
| ---- | -------------------- | ----- | ------ | ------- |
| 39   | Armenia              | 9,875 | 1      |         |
| 40   | Belarus              | 9,875 | 1      |         |
| 41   | Bosna và Hercegovina | 9,750 | 1      |         |
| 42   | Luxembourg           | 9,000 | 1      |         |
| 43   | Quần đảo Faroe       | 8,750 | 1      |         |
| 44   | Bắc Ireland          | 8,583 | 1      |         |
| 45   | Malta                | 8,250 | 1      |         |
| 46   | Gruzia               | 8,000 | 1      |         |
| 47   | Estonia              | 7,582 | 1      |         |
| 48   | Iceland              | 7,250 | 1      |         |
| 49   | Albania              | 6,250 | 1      |         |
| 50   | Wales                | 6,166 | 1      |         |
| 51   | Gibraltar            | 5,791 | 1      |         |
| 52   | Bắc Macedonia        | 5,500 | 1      |         |
| 53   | Andorra              | 5,165 | 1      |         |
| 54   | Montenegro           | 4,750 | 1      |         |
| 55   | San Marino           | 1,999 | 1      |         |

### Phân phối
|                                    |                                    | Các đội tham dự vào vòng đấu này | Các đội đi tiếp từ vòng đấu trước                                                                                 |
| ---------------------------------- | ---------------------------------- | --- | --- |
| Vòng loại thứ nhất (28 đội)        | Vòng loại thứ nhất (28 đội)        | - 28 đội vô địch từ các hiệp hội thứ 26 đến 28 và 30 đến 55 (trừ Liechtenstein) | |
| Vòng loại thứ hai (28 đội)         | Nhóm các đội vô địch (24 đội)      | - 8 đội vô địch từ các hiệp hội thứ 15 đến 18 và 20 đến 24 (trừ Nga) - 2 đội vô địch từ các hiệp hội thứ 25 và 29 là đội có hệ số câu lạc bộ cao nhất từ vòng loại thứ nhất ban đầu | - 14 đội thắng từ vòng loại thứ nhất                                                                              |
| Vòng loại thứ hai (28 đội)         | Nhóm các đội không vô địch (4 đội) | - 4 đội á quân từ các hiệp hội thứ 11 đến 14 | |
| Vòng loại thứ ba (20 đội)          | Nhóm các đội vô địch (12 đội)      | | - 12 đội thắng từ vòng loại thứ hai (Nhóm các đội vô địch)                                                        |
| Vòng loại thứ ba (20 đội)          | Nhóm các đội không vô địch (8 đội) | - 2 đội á quân từ các hiệp hội thứ 8 đến 9 - 1 đội hạng ba từ hiệp hội thứ 6 - 1 đội hạng tư từ hiệp hội thứ 5 - 2 đội á quân từ các hiệp hội thứ 10 và 15 là các đội có hệ số câu lạc bộ cao nhất từ vòng loại thứ hai ban đầu | - 2 đội thắng từ vòng loại thứ hai (Nhóm các đội không vô địch)                                                   |
| Vòng play-off (14 đội)             | Nhóm các đội vô địch (10 đội)      | - 3 đội vô địch từ các hiệp hội thứ 11 đến 13 - 1 đội vô địch từ hiệp hội thứ 19 là đội có hệ số câu lạc bộ cao nhất từ vòng loại thứ hai ban đầu | - 6 đội thắng từ vòng loại thứ ba (Nhóm các đội vô địch)                                                          |
| Vòng play-off (14 đội)             | Nhóm các đội không vô địch (4 đội) | | - 4 đội thắng từ vòng loại thứ ba (Nhóm các đội không vô địch)                                                    |
| Vòng đấu hạng (36 đội)             | Vòng đấu hạng (36 đội)             | - 10 đội vô địch từ các hiệp hội thứ 1 đến 10 - 6 đội á quân từ các hiệp hội thứ 1 đến 6 - 5 đội hạng ba từ các hiệp hội thứ 1 đến 5 - 4 đội hạng tư từ các hiệp hội thứ 1 đến 4 - 1 đội vô địch từ hiệp hội thứ 14 là đội có hệ số câu lạc bộ cao nhất từ vòng play-off ban đầu - 1 đội á quân từ hiệp hội thứ 7 là đội có hệ số câu lạc bộ cao nhất từ vòng loại thứ ba ban đầu - Hai hiệp hội (Ý và Đức) ở mùa giải trước có điểm hệ số cao nhất sẽ được nhận thêm một suất tham dự Champions League. | - 5 đội thắng từ vòng play-off (Nhóm các đội vô địch) - 2 đội thắng từ vòng play-off (Nhóm các đội không vô địch) |
| Vòng loại trực tiếp sơ bộ (16 đội) | Vòng loại trực tiếp sơ bộ (16 đội) | | - 16 đội xếp hạng từ thứ 9 đến 24 ở Vòng đấu hạng                                                                 |
| Giai đoạn loại trực tiếp (16 đội)  | Giai đoạn loại trực tiếp (16 đội)  | | - 8 đội xếp hạng từ thứ 1 đến 8 ở Vòng đấu hạng - 8 đội thắng từ Vòng loại trực tiếp sơ bộ                        |

Thông tin ở đây phản ánh việc Nga đang bị đình chỉ tham gia bóng đá châu Âu, do đó những thay đổi sau đây đối với danh sách truy cập mặc định đã được thực hiện:
- Đội vô địch của hiệp hội thứ 23 (Thụy Điển) và 24 (Ba Lan) sẽ vào vòng loại thứ hai thay vì vòng loại thứ nhất (Nhóm các đội vô địch).

Vì đương kim vô địch Champions League (Real Madrid) đủ điều kiện tham dự thông qua giải vô địch quốc gia nên danh sách tham dự mặc định đã có những thay đổi sau:
- Shakhtar Donetsk là câu lạc bộ có hệ số câu lạc bộ cao nhất, nếu không sẽ phải tham gia vòng loại hoặc vòng play-off (Nhóm các đội vô địch), nhưng sẽ tham gia vòng đấu hạng thay vì vòng play-off Nhóm các đội vô địch.
- Dinamo Zagreb, với tư cách là câu lạc bộ có hệ số câu lạc bộ cao nhất và sẽ tham gia vòng loại thứ hai Nhóm các đội vô địch, sẽ tham gia vòng play-off Nhóm các đội vô địch.
- Ferencváros và Qarabağ, với tư cách là hai câu lạc bộ có hệ số câu lạc bộ cao nhất và sẽ tham gia vòng loại đầu tiên Nhóm các đội vô địch, sẽ tham gia vòng loại thứ hai Nhóm các đội vô địch.

Do đương kim vô địch Europa League (Atalanta) đủ điều kiện tham dự thông qua giải vô địch quốc gia, nên danh sách tham dự mặc định đã có những thay đổi sau:
- Benfica, với tư cách là câu lạc bộ có hệ số câu lạc bộ cao nhất đáng lẽ phải tham gia ở bất kỳ giai đoạn nào của giai đoạn vòng loại hoặc vòng play-off, sẽ bước vào vòng đấu hạng thay vì vòng loại thứ ba Nhóm các đội không vô địch.
- Slavia Prague và Red Bull Salzburg, với tư cách là hai câu lạc bộ có hệ số câu lạc bộ cao nhất và phải tham gia vòng loại thứ hai Nhóm các đội không vô địch, sẽ tham gia vòng loại thứ ba.

### Các đội bóng
Các ký tự trong ngoặc thể hiện cách mỗi đội lọt vào vị trí của vòng đấu bắt đầu:
- TH: Đương kim vô địch Champions League.
- EL: Đương kim vô địch Europa League.
- 1st, 2nd, 3rd, 4th, v.v.: Thứ hạng tại giải vô địch quốc gia của mùa giải trước đó.[a]
- Abd-: Thứ hạng tại giải vô địch quốc gia của mùa giải bị hủy bỏ do hiệp hội quốc gia quyết định; tất cả các đội phải được UEFA chấp thuận.
- EPS: Những suất bổ sung được trao cho các đội bóng đến từ 2 hiệp hội có hệ số cao nhất trong năm 2023-24.

- Vòng loại thứ hai, vòng loại thứ ba và vòng play-off được chia làm Nhóm các đội vô địch (CH) và Nhóm các đội không vô địch (LP).

| Vòng đấu tham dự   | Vòng đấu tham dự | Đội bóng                 | Đội bóng                     | Đội bóng                  | Đội bóng                    |
| ------------------ | ---------------- | ------------------------ | ---------------------------- | ------------------------- | --------------------------- |
| Vòng đấu hạng      | Vòng đấu hạng    | Real Madrid (1st)(TH)    | Atalanta (4th)(EL)           | Manchester City (1st)     | Arsenal (2nd)               |
| Vòng đấu hạng      | Vòng đấu hạng    | Liverpool (3rd)          | Aston Villa (4th)            | Barcelona (2nd)           | Girona (3rd)                |
| Vòng đấu hạng      | Vòng đấu hạng    | Atlético Madrid (4th)    | Bayer Leverkusen (1st)       | VfB Stuttgart (2nd)       | Bayern Munich (3rd)         |
| Vòng đấu hạng      | Vòng đấu hạng    | RB Leipzig (4th)         | Borussia Dortmund (5th)(EPS) | Inter Milan (1st)         | AC Milan (2nd)              |
| Vòng đấu hạng      | Vòng đấu hạng    | Juventus (3th)           | Bologna (5th)(EPS)           | Paris Saint-Germain (1st) | AS Monaco (2nd)             |
| Vòng đấu hạng      | Vòng đấu hạng    | Brest (3rd)              | PSV Eindhoven (1st)          | Feyenoord (2nd)           | Sporting CP (1st)           |
| Vòng đấu hạng      | Vòng đấu hạng    | Benfica (2nd)            | Club Brugge (1st)            | Celtic (1st)              | Sturm Graz (1st)            |
| Vòng đấu hạng      | Vòng đấu hạng    | Shakhtar Donetsk (1st)   |                              |                           |                             |
|                    |                  |                          |                              |                           |                             |
| Vòng play-off      | CH               | Red Star Belgrade (1st)  | Galatasaray (1st)            | Young Boys (1st)          | Dinamo Zagreb (1st)         |
|                    |                  |                          |                              |                           |                             |
| Vòng loại thứ ba   | LP               | Lille (4th)              | Twente (3rd)                 | Union SG (2nd)            | Rangers (2nd)               |
| Vòng loại thứ ba   | LP               | Red Bull Salzburg (2nd)  | Slavia Prague (2nd)          |                           |                             |
|                    |                  |                          |                              |                           |                             |
| Vòng loại thứ hai  | CH               | Sparta Prague (1st)      | Bodø/Glimt (1st)             | Midtjylland (1st)         | PAOK (1st)                  |
| Vòng loại thứ hai  | CH               | Maccabi Tel Aviv (1st)   | APOEL (1st)                  | Malmö FF (1st)            | Jagiellonia Białystok (1st) |
| Vòng loại thứ hai  | CH               | Ferencváros (1st)        | Qarabağ (1st)                |                           |                             |
| Vòng loại thứ hai  | LP               | Partizan (2nd)           | Fenerbahçe (2nd)             | Lugano (2nd)              | Dynamo Kyiv (2nd)           |
|                    |                  |                          |                              |                           |                             |
| Vòng loại thứ nhất | CH               | FCSB (1st)               | Ludogorets Razgrad (1st)     | Slovan Bratislava (1st)   | Ordabasy (1st)              |
| Vòng loại thứ nhất | CH               | Celje (1st)              | Petrocub Hîncești (1st)      | Ballkani (1st)            | RFS (1st)                   |
| Vòng loại thứ nhất | CH               | Shamrock Rovers (1st)    | HJK (1st)                    | Panevėžys (1st)           | Pyunik (1st)                |
| Vòng loại thứ nhất | CH               | Dinamo Minsk (1st)       | Borac Banja Luka (1st)       | Differdange 03 (1st)      | KÍ Klaksvík (1st)           |
| Vòng loại thứ nhất | CH               | Larne (1st)              | Ħamrun Spartans (1st)        | Dinamo Batumi (1st)       | Flora (1st)                 |
| Vòng loại thứ nhất | CH               | Víkingur Reykjavík (1st) | Egnatia (1st)                | The New Saints (1st)      | Lincoln Red Imps (1st)      |
| Vòng loại thứ nhất | CH               | Struga (1st)             | UE Santa Coloma (1st)        | Dečić (1st)               | Virtus (1st)                |

1. ^ Liechtenstein (LIE): Bảy đội bóng trực thuộc Hiệp hội bóng đá Liechtenstein (LFV) đều chơi trong hệ thống giải bóng đá Thụy Sĩ. Giải đấu duy nhất do LFV tổ chức là Cúp bóng đá Liechtenstein – đội chiến thắng sẽ đủ điều kiện tham gia UEFA Conference League mùa giải 2024–25.
2. ^ Nga (RUS): Vào ngày 28 tháng 2 năm 2022, các câu lạc bộ bóng đá và đội tuyển quốc gia Nga đã bị đình chỉ khỏi các cuộc thi của FIFA và UEFA do cuộc xâm lược Ukraina của Nga.[7] Các bảng phản ánh việc Nga đang bị đình chỉ khỏi các cuộc thi của UEFA.[8]

## Lịch thi đấu
Lịch trình của giải đấu như sau. So với các mùa giải trước, "tuần độc quyền" sẽ được giới thiệu trong đó Thứ Năm cũng sẽ là ngày diễn ra trận đấu. Tất cả các trận đấu trong các tuần khác sẽ diễn ra vào thứ Ba và thứ Tư, ngoại trừ trận chung kết.
| Giai đoạn               | Vòng                    | Ngày bốc thăm       | Lượt đi                                               | Lượt về                                               |
| ----------------------- | ----------------------- | ------------------- | ----------------------------------------------------- | ----------------------------------------------------- |
| Vòng loại               | Vòng loại thứ nhất      | 18 tháng 6 năm 2024 | 9–10 tháng 7 năm 2024                                 | 16–17 tháng 7 năm 2024                                |
| Vòng loại               | Vòng loại thứ hai       | 19 tháng 6 năm 2024 | 23–24 tháng 7 năm 2024                                | 30–31 tháng 7 năm 2024                                |
| Vòng loại               | Vòng loại thứ ba        | 22 tháng 7 năm 2024 | 6–7 tháng 8 năm 2024                                  | 13 tháng 8 năm 2024                                   |
| Play-off                | Vòng play-off           | 5 tháng 8 năm 2024  | 20–21 tháng 8 năm 2024                                | 27–28 tháng 8 năm 2024                                |
| Vòng đấu hạng           | Lượt trận thứ 1         | 29 tháng 8 năm 2024 | 17–19 tháng 9 năm 2024                                | 17–19 tháng 9 năm 2024                                |
| Vòng đấu hạng           | Lượt trận thứ 2         | 29 tháng 8 năm 2024 | 1–2 tháng 10 năm 2024                                 | 1–2 tháng 10 năm 2024                                 |
| Vòng đấu hạng           | Lượt trận thứ 3         | 29 tháng 8 năm 2024 | 22–23 tháng 10 năm 2024                               | 22–23 tháng 10 năm 2024                               |
| Vòng đấu hạng           | Lượt trận thứ 4         | 29 tháng 8 năm 2024 | 5–6 tháng 11 năm 2024                                 | 5–6 tháng 11 năm 2024                                 |
| Vòng đấu hạng           | Lượt trận thứ 5         | 29 tháng 8 năm 2024 | 26–27 tháng 11 năm 2024                               | 26–27 tháng 11 năm 2024                               |
| Vòng đấu hạng           | Lượt trận thứ 6         | 29 tháng 8 năm 2024 | 10–11 tháng 12 năm 2024                               | 10–11 tháng 12 năm 2024                               |
| Vòng đấu hạng           | Lượt trận thứ 7         | 29 tháng 8 năm 2024 | 21–22 tháng 1 năm 2025                                | 21–22 tháng 1 năm 2025                                |
| Vòng đấu hạng           | Lượt trận thứ 8         | 29 tháng 8 năm 2024 | 29 tháng 1 năm 2025                                   | 29 tháng 1 năm 2025                                   |
| Vòng đấu loại trực tiếp | Vòng play-off trực tiếp | 31 tháng 1 năm 2025 | 11–12 tháng 2 năm 2025                                | 18–19 tháng 2 năm 2025                                |
| Vòng đấu loại trực tiếp | Vòng 16 đội             | 21 tháng 2 năm 2025 | 4–5 tháng 3 năm 2025                                  | 11–12 tháng 3 năm 2025                                |
| Vòng đấu loại trực tiếp | Tứ kết                  | 21 tháng 2 năm 2025 | 8–9 tháng 4 năm 2025                                  | 15–16 tháng 4 năm 2025                                |
| Vòng đấu loại trực tiếp | Bán kết                 | 21 tháng 2 năm 2025 | 29–30 tháng 4 năm 2025                                | 6–7 tháng 5 năm 2025                                  |
| Vòng đấu loại trực tiếp | Chung kết               | 21 tháng 2 năm 2025 | 31 tháng 5 năm 2025 tại sân vận động Allianz, München | 31 tháng 5 năm 2025 tại sân vận động Allianz, München |

## Vòng loại

### Vòng loại thứ nhất
Lễ bốc thăm vòng loại thứ nhất sẽ được tổ chức vào ngày 18 tháng 6 năm 2024.
Trận lượt đi sẽ diễn ra vào ngày 9 và 10 tháng 7, còn trận lượt về sẽ diễn ra vào ngày 16 và 17 tháng 7 năm 2024.
Đội thắng trong các trận đấu sẽ tiến vào vòng loại thứ hai Nhóm các đội vô địch. 12 trong số 14 đội thua sẽ được chuyển sang vòng loại thứ hai Conference League Nhóm các đội vô địch và 2 đội sẽ được chuyển sang vòng loại thứ ba Conference League Nhóm các đội vô địch.
| Đội 1              | TTSTooltip Aggregate score | Đội 2             | Lượt đi | Lượt về      |
| ------------------ | -------------------------- | ----------------- | ------- | ------------ |
| Slovan Bratislava  | 6–3                        | Struga            | 4–2     | 2–1          |
| The New Saints     | 4–1                        | Dečić             | 3–0     | 1–1          |
| Borac Banja Luka   | 2–2 (4–1 p)                | Egnatia           | 1–0     | 1–2 (s.h.p.) |
| Ħamrun Spartans    | 1–1 (4–5 p)                | Lincoln Red Imps  | 0–1     | 1–0 (s.h.p.) |
| UE Santa Coloma    | 3–3 (6–5 p)                | Ballkani          | 1–2     | 2–1 (s.h.p.) |
| Flora              | 1–7                        | Celje             | 0–5     | 1–2          |
| KÍ                 | 2–0                        | Differdange 03    | 2–0     | 0–0          |
| Panevėžys          | 4–1                        | HJK               | 3–0     | 1–1          |
| RFS                | 7–0                        | Larne             | 3–0     | 4–0          |
| Víkingur Reykjavík | 1–2                        | Shamrock Rovers   | 0–0     | 1–2          |
| Virtus             | 1–11                       | FCSB              | 1–7     | 0–4          |
| Ludogorets Razgrad | 3–2                        | Dinamo Batumi     | 3–1     | 0–1          |
| Ordabasy           | 0–1                        | Petrocub Hîncești | 0–0     | 0–1          |
| Dinamo Minsk       | 1–0                        | Pyunik            | 0–0     | 1–0          |

1. ↑  Thứ tự các trận đảo ngược sau lần bốc thăm ban đầu.

### Vòng loại thứ hai
Lễ bốc thăm vòng loại thứ hai được tổ chức vào ngày 19 tháng 6 năm 2024.
Các trận lượt đi sẽ diễn ra vào ngày 23 và 24 tháng 7, còn các trận lượt về sẽ diễn ra vào ngày 30 và 31 tháng 7 năm 2024.
Những đội chiến thắng trong các trận đấu sẽ tiến vào vòng loại thứ ba theo lộ trình tương ứng. Những đội thua trong Nhóm các đội vô địch sẽ được chuyển sang vòng loại thứ ba Europa League Nhóm các nhà vô địch, trong khi những đội thua trong Nhóm các đội không vô địch sẽ được chuyển sang vòng loại thứ ba Europa League Nhánh chính.
| Đội 1                      | TTSTooltip Aggregate score | Đội 2                 | Lượt đi | Lượt về |
| -------------------------- | -------------------------- | --------------------- | ------- | ------- |
| Nhóm các đội vô địch       |                            |                       |         |         |
| Ludogorets Razgrad         | 2–1                        | Dinamo Minsk          | 2–0     | 0–1     |
| APOEL                      | 2–1                        | Petrocub Hîncești     | 1–0     | 1–1     |
| Ferencváros                | 7–1                        | The New Saints        | 5–0     | 2–1     |
| PAOK                       | 4–2                        | Borac Banja Luka      | 3–2     | 1–0     |
| Bodø/Glimt                 | 7–1                        | RFS                   | 4–0     | 3–1     |
| Malmö FF                   | 6–4                        | KÍ                    | 4–1     | 2–3     |
| Shamrock Rovers            | 2–6                        | Sparta Prague         | 0–2     | 2–4     |
| UE Santa Coloma            | 0–4                        | Midtjylland           | 0–3     | 0–1     |
| Celje                      | 1–6                        | Slovan Bratislava     | 1–1     | 0–5     |
| Panevėžys                  | 1–7                        | Jagiellonia Białystok | 0–4     | 1–3     |
| Lincoln Red Imps           | 0–7                        | Qarabağ               | 0–2     | 0–5     |
| FCSB                       | 2–1                        | Maccabi Tel Aviv      | 1–1     | 1–0     |
| Nhóm các đội không vô địch |                            |                       |         |         |
| Lugano                     | 4–6                        | Fenerbahçe            | 3–4     | 1–2     |
| Dynamo Kyiv                | 9–2                        | Partizan              | 6–2     | 3–0     |

### Vòng loại thứ ba
Lễ bốc thăm vòng loại thứ ba được tổ chức vào ngày 22 tháng 7 năm 2024.
Trận lượt đi diễn ra vào ngày 6 và 7 tháng 8, lượt về diễn ra vào ngày 13 tháng 8 năm 2024.
Những đội thắng trong các trận đấu sẽ tiến vào vòng play-off theo con đường tương ứng. Những đội thua ở Nhánh các đội vô địch sẽ được chuyển đến vòng play-off Europa League, trong khi những đội thua ở Nhánh các đội không vô địch sẽ được chuyển đến vòng đấu hạng Europa League.
| Đội 1                       | TTSTooltip Aggregate score | Đội 2                | Lượt đi | Lượt về      |
| --------------------------- | -------------------------- | -------------------- | ------- | ------------ |
| Nhánh các đội vô địch       |                            |                      |         |              |
| Qarabağ                     | 8–4                        | Ludogorets Razgrad   | 1–2     | 7–2 (s.h.p.) |
| Slovan Bratislava           | 2–0                        | APOEL                | 2–0     | 0–0          |
| Sparta Prague               | 4–3                        | FCSB                 | 1–1     | 3–2          |
| Malmö FF                    | 6–5                        | PAOK                 | 2–2     | 4–3 (s.h.p.) |
| Midtjylland                 | 3–1                        | Ferencváros          | 2–0     | 1–1          |
| Jagiellonia Białystok       | 1–5                        | Bodø/Glimt           | 0–1     | 1–4          |
| Nhánh các đội không vô địch |                            |                      |         |              |
| Slavia Prague               | 4–1                        | Union Saint-Gilloise | 3–1     | 1–0          |
| Lille                       | 3–2                        | Fenerbahçe           | 2–1     | 1–1 (s.h.p.) |
| Dynamo Kyiv                 | 3–1                        | Rangers              | 1–1     | 2–0          |
| Red Bull Salzburg           | 5–4                        | Twente               | 2–1     | 3–3          |

## Vòng play-off
Lễ bốc thăm vòng play-off được tổ chức vào ngày 5 tháng 8 năm 2024.Trận lượt đi diễn ra vào ngày 20 và 21 tháng 8, lượt về diễn ra vào ngày 27 và 28 tháng 8 năm 2024.
Đội thắng sẽ tiến vào vòng đấu hạng. Đội thua sẽ được chuyển sang vòng đấu hạng Europa League
| Đội 1                      | TTSTooltip Aggregate score | Đội 2             | Lượt đi | Lượt về |
| -------------------------- | -------------------------- | ----------------- | ------- | ------- |
| Nhóm các đội vô địch       |                            |                   |         |         |
| Young Boys                 | 4–2                        | Galatasaray       | 3–2     | 1–0     |
| Dinamo Zagreb              | 5–0                        | Qarabağ           | 3–0     | 2–0     |
| Midtjylland                | 3–4                        | Slovan Bratislava | 1–1     | 2–3     |
| Bodø/Glimt                 | 2–3                        | Sao Đỏ Beograd    | 2–1     | 0–2     |
| Malmö FF                   | 0–4                        | Sparta Prague     | 0–2     | 0–2     |
| Nhóm các đội không vô địch |                            |                   |         |         |
| Lille                      | 3–2                        | Slavia Prague     | 2–0     | 1–2     |
| Dynamo Kyiv                | 1–3                        | Red Bull Salzburg | 0–2     | 1–1     |

## Vòng đấu hạng
Lễ bốc thăm vòng đấu hạng UEFA Champions League 2024–25 đã diễn ra tại Grimaldi Forum ở Monaco vào ngày 29 tháng 8 năm 2024, 18:00 CEST. 36 đội được chia thành bốn nhóm, mỗi nhóm chín đội dựa trên hệ số câu lạc bộ UEFA, ngoại trừ nhà vô địch Champions League, đội được tự động xếp vào nhóm hạt giống số 1.
36 đội được bốc thăm thủ công và sau đó phần mềm tự động bốc thăm ngẫu nhiên tám đối thủ khác nhau, xác định trận đấu nào của họ sẽ diễn ra trên sân nhà và trận nào diễn ra trên sân khách. Mỗi đội sẽ thi đấu với hai đối thủ từ mỗi bốn nhóm, một trên sân nhà và một trên sân khách. Các đội không được gặp các đối thủ từ cùng một hiệp hội và chỉ được gặp tối đa hai đội từ cùng một hiệp hội.
Aston Villa, Bologna, Brest, Girona và Slovan Bratislava sẽ lần đầu tiên xuất hiện kể từ khi vòng bảng được giới thiệu. Brest và Girona cũng sẽ lần đầu tiên xuất hiện trong bóng đá châu Âu.
Tổng cộng có 16 hiệp hội quốc gia có đại diện tham gia vòng đấu hạng.

### Bảng xếp hạng
Tám đội xếp hạng cao nhất sẽ được miễn vào vòng 16 đội. Các đội xếp hạng từ 9 đến 24 sẽ tham dự vòng play-off đấu loại trực tiếp, với các đội xếp hạng từ 9 đến 16 được xếp hạt giống cho lượt bốc thăm. Các đội xếp hạng từ 25 đến 36 bị loại khỏi mọi giải đấu, không được tham dự UEFA Europa League 2024–25.
| VT | Đội                 | ST | T | H | B | BT | BB | HS  | Đ  | Giành quyền tham dự                                                 |
| -- | ------------------- | -- | - | - | - | -- | -- | --- | -- | ------------------------------------------------------------------- |
| 1  | Liverpool           | 8  | 7 | 0 | 1 | 17 | 5  | +12 | 21 | Đi tiếp vào vòng 16 đội (nhóm hạt giống)                            |
| 2  | Barcelona           | 8  | 6 | 1 | 1 | 28 | 13 | +15 | 19 | Đi tiếp vào vòng 16 đội (nhóm hạt giống)                            |
| 3  | Arsenal             | 8  | 6 | 1 | 1 | 16 | 3  | +13 | 19 | Đi tiếp vào vòng 16 đội (nhóm hạt giống)                            |
| 4  | Inter Milan         | 8  | 6 | 1 | 1 | 11 | 1  | +10 | 19 | Đi tiếp vào vòng 16 đội (nhóm hạt giống)                            |
| 5  | Atlético Madrid     | 8  | 6 | 0 | 2 | 20 | 12 | +8  | 18 | Đi tiếp vào vòng 16 đội (nhóm hạt giống)                            |
| 6  | Bayer Leverkusen    | 8  | 5 | 1 | 2 | 15 | 7  | +8  | 16 | Đi tiếp vào vòng 16 đội (nhóm hạt giống)                            |
| 7  | Lille               | 8  | 5 | 1 | 2 | 17 | 10 | +7  | 16 | Đi tiếp vào vòng 16 đội (nhóm hạt giống)                            |
| 8  | Aston Villa         | 8  | 5 | 1 | 2 | 13 | 6  | +7  | 16 | Đi tiếp vào vòng 16 đội (nhóm hạt giống)                            |
| 9  | Atalanta            | 8  | 4 | 3 | 1 | 20 | 6  | +14 | 15 | Đi tiếp vào vòng play-off đấu loại trực tiếp (nhóm hạt giống)       |
| 10 | Borussia Dortmund   | 8  | 5 | 0 | 3 | 22 | 12 | +10 | 15 | Đi tiếp vào vòng play-off đấu loại trực tiếp (nhóm hạt giống)       |
| 11 | Real Madrid         | 8  | 5 | 0 | 3 | 20 | 12 | +8  | 15 | Đi tiếp vào vòng play-off đấu loại trực tiếp (nhóm hạt giống)       |
| 12 | Bayern Munich       | 8  | 5 | 0 | 3 | 20 | 12 | +8  | 15 | Đi tiếp vào vòng play-off đấu loại trực tiếp (nhóm hạt giống)       |
| 13 | Milan               | 8  | 5 | 0 | 3 | 14 | 11 | +3  | 15 | Đi tiếp vào vòng play-off đấu loại trực tiếp (nhóm hạt giống)       |
| 14 | PSV Eindhoven       | 8  | 4 | 2 | 2 | 16 | 12 | +4  | 14 | Đi tiếp vào vòng play-off đấu loại trực tiếp (nhóm hạt giống)       |
| 15 | Paris Saint-Germain | 8  | 4 | 1 | 3 | 14 | 9  | +5  | 13 | Đi tiếp vào vòng play-off đấu loại trực tiếp (nhóm hạt giống)       |
| 16 | Benfica             | 8  | 4 | 1 | 3 | 16 | 12 | +4  | 13 | Đi tiếp vào vòng play-off đấu loại trực tiếp (nhóm hạt giống)       |
| 17 | Monaco              | 8  | 4 | 1 | 3 | 13 | 13 | 0   | 13 | Đi tiếp vào vòng play-off đấu loại trực tiếp (nhóm không hạt giống) |
| 18 | Brest               | 8  | 4 | 1 | 3 | 10 | 11 | −1  | 13 | Đi tiếp vào vòng play-off đấu loại trực tiếp (nhóm không hạt giống) |
| 19 | Feyenoord           | 8  | 4 | 1 | 3 | 18 | 21 | −3  | 13 | Đi tiếp vào vòng play-off đấu loại trực tiếp (nhóm không hạt giống) |
| 20 | Juventus            | 8  | 3 | 3 | 2 | 9  | 7  | +2  | 12 | Đi tiếp vào vòng play-off đấu loại trực tiếp (nhóm không hạt giống) |
| 21 | Celtic              | 8  | 3 | 3 | 2 | 13 | 14 | −1  | 12 | Đi tiếp vào vòng play-off đấu loại trực tiếp (nhóm không hạt giống) |
| 22 | Manchester City     | 8  | 3 | 2 | 3 | 18 | 14 | +4  | 11 | Đi tiếp vào vòng play-off đấu loại trực tiếp (nhóm không hạt giống) |
| 23 | Sporting CP         | 8  | 3 | 2 | 3 | 13 | 12 | +1  | 11 | Đi tiếp vào vòng play-off đấu loại trực tiếp (nhóm không hạt giống) |
| 24 | Club Brugge         | 8  | 3 | 2 | 3 | 7  | 11 | −4  | 11 | Đi tiếp vào vòng play-off đấu loại trực tiếp (nhóm không hạt giống) |
| 25 | Dinamo Zagreb       | 8  | 3 | 2 | 3 | 12 | 19 | −7  | 11 |                                                                     |
| 26 | VfB Stuttgart       | 8  | 3 | 1 | 4 | 13 | 17 | −4  | 10 |                                                                     |
| 27 | Shakhtar Donetsk    | 8  | 2 | 1 | 5 | 8  | 16 | −8  | 7  |                                                                     |
| 28 | Bologna             | 8  | 1 | 3 | 4 | 4  | 9  | −5  | 6  |                                                                     |
| 29 | Red Star Belgrade   | 8  | 2 | 0 | 6 | 13 | 22 | −9  | 6  |                                                                     |
| 30 | Sturm Graz          | 8  | 2 | 0 | 6 | 5  | 14 | −9  | 6  |                                                                     |
| 31 | Sparta Prague       | 8  | 1 | 1 | 6 | 7  | 21 | −14 | 4  |                                                                     |
| 32 | RB Leipzig          | 8  | 1 | 0 | 7 | 8  | 15 | −7  | 3  |                                                                     |
| 33 | Girona              | 8  | 1 | 0 | 7 | 5  | 13 | −8  | 3  |                                                                     |
| 34 | Red Bull Salzburg   | 8  | 1 | 0 | 7 | 5  | 27 | −22 | 3  |                                                                     |
| 35 | Slovan Bratislava   | 8  | 0 | 0 | 8 | 7  | 27 | −20 | 0  |                                                                     |
| 36 | Young Boys          | 8  | 0 | 0 | 8 | 3  | 24 | −21 | 0  |                                                                     |

1. ↑  1st: thứ nhất, 2nd: thứ hai, 3rd: thứ ba, 4th: Thứ tư
2. 1 2  Real Madrid xếp trên Bayern Munich nhờ số trận thắng sân khách: Real Madrid 2, Bayern Munich 1.

### Kết quả
| Đội nhà             | Tỷ số | Đội khách         |
| ------------------- | ----- | ----------------- |
| Young Boys          | 0–3   | Aston Villa       |
| Juventus            | 3–1   | PSV Eindhoven     |
| Milan               | 1–3   | Liverpool         |
| Bayern Munich       | 9–2   | Dinamo Zagreb     |
| Real Madrid         | 3–1   | VfB Stuttgart     |
| Sporting CP         | 2–0   | Lille             |
| Sparta Prague       | 3–0   | Red Bull Salzburg |
| Bologna             | 0–0   | Shakhtar Donetsk  |
| Celtic              | 5–1   | Slovan Bratislava |
| Club Brugge         | 0–3   | Borussia Dortmund |
| Manchester City     | 0–0   | Inter Milan       |
| Paris Saint-Germain | 1–0   | Girona            |
| Feyenoord           | 0–4   | Bayer Leverkusen  |
| Red Star Belgrade   | 1–2   | Benfica           |
| Monaco              | 2–1   | Barcelona         |
| Atalanta            | 0–0   | Arsenal           |
| Atlético Madrid     | 2–1   | RB Leipzig        |
| Brest               | 2–1   | Sturm Graz        |

| Đội nhà           | Tỷ số | Đội khách           |
| ----------------- | ----- | ------------------- |
| Red Bull Salzburg | 0–4   | Brest               |
| VfB Stuttgart     | 1–1   | Sparta Prague       |
| Arsenal           | 2–0   | Paris Saint-Germain |
| Bayer Leverkusen  | 1–0   | Milan               |
| Borussia Dortmund | 7–1   | Celtic              |
| Barcelona         | 5–0   | Young Boys          |
| Inter Milan       | 4–0   | Red Star Belgrade   |
| PSV Eindhoven     | 1–1   | Sporting CP         |
| Slovan Bratislava | 0–4   | Manchester City     |
| Shakhtar Donetsk  | 0–3   | Atalanta            |
| Girona            | 2–3   | Feyenoord           |
| Aston Villa       | 1–0   | Bayern Munich       |
| Dinamo Zagreb     | 2–2   | Monaco              |
| Liverpool         | 2–0   | Bologna             |
| Lille             | 1–0   | Real Madrid         |
| RB Leipzig        | 2–3   | Juventus            |
| Sturm Graz        | 0–1   | Club Brugge         |
| Benfica           | 4–0   | Atlético Madrid     |

| Đội nhà             | Tỷ số | Đội khách         |
| ------------------- | ----- | ----------------- |
| Milan               | 3–1   | Club Brugge       |
| Monaco              | 5–1   | Red Star Belgrade |
| Arsenal             | 1–0   | Shakhtar Donetsk  |
| Aston Villa         | 2–0   | Bologna           |
| Girona              | 2–0   | Slovan Bratislava |
| Juventus            | 0–1   | VfB Stuttgart     |
| Paris Saint-Germain | 1–1   | PSV Eindhoven     |
| Real Madrid         | 5–2   | Borussia Dortmund |
| Sturm Graz          | 0–2   | Sporting CP       |
| Atalanta            | 0–0   | Celtic            |
| Brest               | 1–1   | Bayer Leverkusen  |
| Atlético Madrid     | 1–3   | Lille             |
| Young Boys          | 0–1   | Inter Milan       |
| Barcelona           | 4–1   | Bayern Munich     |
| Red Bull Salzburg   | 0–2   | Dinamo Zagreb     |
| Manchester City     | 5–0   | Sparta Prague     |
| RB Leipzig          | 0–1   | Liverpool         |
| Benfica             | 1–3   | Feyenoord         |

| Đội nhà             | Tỷ số | Đội khách         |
| ------------------- | ----- | ----------------- |
| PSV Eindhoven       | 4–0   | Girona            |
| Slovan Bratislava   | 1–4   | Dinamo Zagreb     |
| Bologna             | 0–1   | Monaco            |
| Borussia Dortmund   | 1–0   | Sturm Graz        |
| Celtic              | 3–1   | RB Leipzig        |
| Liverpool           | 4–0   | Bayer Leverkusen  |
| Lille               | 1–1   | Juventus          |
| Real Madrid         | 1–3   | Milan             |
| Sporting CP         | 4–1   | Manchester City   |
| Club Brugge         | 1–0   | Aston Villa       |
| Shakhtar Donetsk    | 2–1   | Young Boys        |
| Sparta Prague       | 1–2   | Brest             |
| Inter Milan         | 1–0   | Arsenal           |
| Feyenoord           | 1–3   | Red Bull Salzburg |
| Red Star Belgrade   | 2–5   | Barcelona         |
| Paris Saint-Germain | 1–2   | Atlético Madrid   |
| VfB Stuttgart       | 0–2   | Atalanta          |
| Bayern Munich       | 1–0   | Benfica           |

| Đội nhà           | Tỷ số | Đội khách           |
| ----------------- | ----- | ------------------- |
| Sparta Prague     | 0–6   | Atlético Madrid     |
| Slovan Bratislava | 2–3   | Milan               |
| Bayer Leverkusen  | 5–0   | Red Bull Salzburg   |
| Young Boys        | 1–6   | Atalanta            |
| Barcelona         | 3–0   | Brest               |
| Bayern Munich     | 1–0   | Paris Saint-Germain |
| Inter Milan       | 1–0   | RB Leipzig          |
| Manchester City   | 3–3   | Feyenoord           |
| Sporting CP       | 1–5   | Arsenal             |
| Red Star Belgrade | 5–1   | VfB Stuttgart       |
| Sturm Graz        | 1–0   | Girona              |
| Monaco            | 2–3   | Benfica             |
| Aston Villa       | 0–0   | Juventus            |
| Bologna           | 1–2   | Lille               |
| Celtic            | 1–1   | Club Brugge         |
| Dinamo Zagreb     | 0–3   | Borussia Dortmund   |
| Liverpool         | 2–0   | Real Madrid         |
| PSV Eindhoven     | 3–2   | Shakhtar Donetsk    |

| Đội nhà           | Tỷ số | Đội khách           |
| ----------------- | ----- | ------------------- |
| Girona            | 0–1   | Liverpool           |
| Dinamo Zagreb     | 0–0   | Celtic              |
| Atalanta          | 2–3   | Real Madrid         |
| Bayer Leverkusen  | 1–0   | Inter Milan         |
| Club Brugge       | 2–1   | Sporting CP         |
| Red Bull Salzburg | 0–3   | Paris Saint-Germain |
| Shakhtar Donetsk  | 1–5   | Bayern Munich       |
| RB Leipzig        | 2–3   | Aston Villa         |
| Brest             | 1–0   | PSV Eindhoven       |
| Atlético Madrid   | 3–1   | Slovan Bratislava   |
| Lille             | 3–2   | Sturm Graz          |
| Milan             | 2–1   | Red Star Belgrade   |
| Arsenal           | 3–0   | Monaco              |
| Borussia Dortmund | 2–3   | Barcelona           |
| Feyenoord         | 4–2   | Sparta Prague       |
| Juventus          | 2–0   | Manchester City     |
| Benfica           | 0–0   | Bologna             |
| VfB Stuttgart     | 5–1   | Young Boys          |

| Đội nhà             | Tỷ số | Đội khách         |
| ------------------- | ----- | ----------------- |
| Monaco              | 1–0   | Aston Villa       |
| Atalanta            | 5–0   | Sturm Graz        |
| Atlético Madrid     | 2–1   | Bayer Leverkusen  |
| Bologna             | 2–1   | Borussia Dortmund |
| Club Brugge         | 0–0   | Juventus          |
| Red Star Belgrade   | 2–3   | PSV Eindhoven     |
| Liverpool           | 2–1   | Lille             |
| Slovan Bratislava   | 1–3   | VfB Stuttgart     |
| Benfica             | 4–5   | Barcelona         |
| Shakhtar Donetsk    | 2–0   | Brest             |
| RB Leipzig          | 2–1   | Sporting CP       |
| Milan               | 1–0   | Girona            |
| Sparta Prague       | 0–1   | Inter Milan       |
| Arsenal             | 3–0   | Dinamo Zagreb     |
| Celtic              | 1–0   | Young Boys        |
| Feyenoord           | 3–0   | Bayern Munich     |
| Paris Saint-Germain | 4–2   | Manchester City   |
| Real Madrid         | 5–1   | Red Bull Salzburg |

| Đội nhà           | Tỷ số | Đội khách           |
| ----------------- | ----- | ------------------- |
| Aston Villa       | 4–2   | Celtic              |
| Bayer Leverkusen  | 2–0   | Sparta Prague       |
| Borussia Dortmund | 3–1   | Shakhtar Donetsk    |
| Young Boys        | 0–1   | Red Star Belgrade   |
| Barcelona         | 2–2   | Atalanta            |
| Bayern Munich     | 3–1   | Slovan Bratislava   |
| Inter Milan       | 3–0   | Monaco              |
| Red Bull Salzburg | 1–4   | Atlético Madrid     |
| Girona            | 1–2   | Arsenal             |
| Dinamo Zagreb     | 2–1   | Milan               |
| Juventus          | 0–2   | Benfica             |
| Lille             | 6–1   | Feyenoord           |
| Manchester City   | 3–1   | Club Brugge         |
| PSV Eindhoven     | 3–2   | Liverpool           |
| Sturm Graz        | 1–0   | RB Leipzig          |
| Sporting CP       | 1–1   | Bologna             |
| Brest             | 0–3   | Real Madrid         |
| VfB Stuttgart     | 1–4   | Paris Saint-Germain |

## Vòng đấu loại trực tiếp
Tám đội đứng đầu vòng đấu hạng sẽ tự động đủ điều kiện vào vòng đấu loại trực tiếp, trong khi đó 16 đội xếp từ vị trí thứ 9 đến 24 sẽ thi đấu trận play-off hai lượt để xác định thêm 8 suất vào vòng 16 đội cuối cùng (các đội xếp hạng từ 9 đến 16 được xếp hạt giống và tổ chức trận lượt về trên sân nhà). Còn các đội xếp từ thứ 25 trở xuống sẽ bị loại, không được tham dự UEFA Europa League 2024–25.

### Chung kết
Trận chung kết được diễn ra vào ngày 31 tháng 5 năm 2025 tại Sân vận động Allianz ở Munich. Đội thắng bán kết 1 được chỉ định là đội "chủ nhà" vì mục đích hành chính.
| Paris Saint-Germain                                           | 5–0      | Inter Milan |
| ------------------------------------------------------------- | -------- | ----------- |
| - Hakimi 12' - Doué 20', 63' - Kvaratskhelia 73' - Mayulu 86' | Chi tiết |             |

## Thống kê
Thống kế không tính đến vòng loại và vòng play-off

### Ghi bàn hàng đầu
| Hạng | Cầu thủ            | Đội                 | Số bàn thắng | Số phút thi đấu |
| ---- | ------------------ | ------------------- | ------------ | --------------- |
| 1    | Serhou Guirassy    | Borussia Dortmund   | 13           | 1084            |
| 1    | Raphinha           | Barcelona           | 13           | 1225            |
| 3    | Robert Lewandowski | Barcelona           | 11           | 985             |
| 3    | Harry Kane         | Bayern Munich       | 11           | 1120            |
| 5    | Lautaro Martínez   | Inter Milan         | 9            | 857             |
| 6    | Erling Haaland     | Manchester City     | 8            | 771             |
| 6    | Vinícius Júnior    | Real Madrid         | 8            | 1104            |
| 6    | Ousmane Dembélé    | Paris Saint-Germain | 8            | 1163            |
| 9    | Jonathan David     | Lille               | 7            | 746             |
| 9    | Julián Alvarez     | Atlético Madrid     | 7            | 790             |
| 9    | Vangelis Pavlidis  | Benfica             | 7            | 905             |
| 9    | Kylian Mbappé      | Real Madrid         | 7            | 1132            |